# Phyllolabis savtshenkoi
Phyllolabis savtshenkoi là một loài ruồi trong họ Limoniidae. Chúng phân bố ở miền Cổ bắc.